# Liste des châteaux d'Aberdeenshire
Cette liste recense les principaux châteaux du council area d'Aberdeenshire en Écosse.

## Liste
| Nom                       | Type                                          | Date                                            | Condition                  | Propriétaire                                                             | Localisation                                | Notes | Image |
| ------------------------- | --------------------------------------------- | ----------------------------------------------- | -------------------------- | ------------------------------------------------------------------------ | ------------------------------------------- | --- | ----- |
| Château de Balmoral       | Maison baronniale                             | 1856                                            | Habitation                 | Résidence personnelle de la Reine.                                       | Royal Deeside, 57° 02′ 26″ N, 3° 13′ 49″ O  | Classé en catégorie A. Construit à l'emplacement d'un château du XVe siècle.                                           |       |
| Château de Birse          | Maison baronniale                             |                                                 | Rénové en résidence        | Privé                                                                    | Forêt de Birse, 57° 00′ 16″ N, 2° 47′ 28″ O | Classé en catégorie B. Reconstruit en 1911                                                                             |       |
| Château de Bognie         | Maison-tour                                   | Vers 1660                                       | En ruines                  | Privé                                                                    | Huntly, 57° 29′ 38″ N, 2° 40′ 35″ O         | Classé en catégorie B. Également appelé château de Conzie.                                                             |       |
| Château de Braemar        | Maison-tour                                   | XVIIe siècle                                    | Conservé                   | Propriété des Farquharsons d'Invercauld, géré par Braemar Community Ltd. | Braemar, 57° 00′ 52″ N, 3° 23′ 33″ O        | Classé en catégorie A.                                                                                                 |       |
| Château de Cairnbulg      | Maison-tour plan en Z                         | XIVe siècle                                     | Habitation                 | Lady Saltoun                                                             | Cairnbulg, 57° 39′ 56″ N, 1° 58′ 32″ O      | Classé en catégorie A. Restauré au XIXe siècle. Également appelé château de Philorth. Un des neuf châteaux de Knuckle. |       |
| Château de Corgarff       | Maison-tour                                   | Vers 1550                                       | Conservé                   | Historic Scotland                                                        | Strathdon, 57° 09′ 45″ N, 3° 14′ 03″ O      | |       |
| Château de Craigievar     | Maison-tour                                   | 1626                                            | Conservé                   | National Trust for Scotland                                              | Alford, 57° 10′ 22″ N, 2° 44′ 06″ O         | Classé en catégorie A.                                                                                                 |       |
| Château de Craigston      | Maison-tour                                   | 1607                                            | Habitation                 | Privé                                                                    | Turriff, 57° 35′ 05″ N, 2° 23′ 56″ O        | Classé en catégorie A.                                                                                                 |       |
| Château de Crathes        | Maison-tour                                   | 1596                                            | Conservé                   | National Trust for Scotland                                              | Banchory 57° 03′ 40″ N, 2° 26′ 16″ O        | Classé en catégorie A. Plafonds peints.                                                                                |       |
| Château de Delgatie       | Maison-tour                                   | 1579                                            | Conservé                   | Delgatie Castle Trust                                                    | Turriff, 57° 32′ 40″ N, 2° 24′ 42″ O        | Classé en catégorie A. Plafonds peints.                                                                                |       |
| Château de Drum           | Maison-tour                                   | XIIIe – XVIe siècles                            | Conservé                   | National Trust for Scotland                                              | Drumoak, 57° 05′ 44″ N, 2° 20′ 15″ O        | Classé en catégorie A                                                                                                  |       |
| Château de Drumtochty     | Maison fortifiée                              | 1812                                            | Habité                     | Privé                                                                    | Auchenblae, 56° 54′ 39″ N, 2° 29′ 42″ O     | Classé en catégorie A.                                                                                                 |       |
| Château de Dundarg        |                                               | XIVe siècle, reconstruit au XVIe siècle         | En ruines                  | Privé                                                                    | New Aberdour, 57° 40′ 24″ N, 2° 10′ 37″ O   | Classé en catégorie B. Un des neuf châteaux de Knuckle.                                                                |       |
| Château de Dunnideer      | Maison-tour                                   | Vers 1260                                       | En ruines                  | Privé                                                                    | Insch, 57° 20′ 35″ N, 2° 38′ 38″ O          | Classé en catégorie B.                                                                                                 |       |
| Château de Dunnottar      | Courtyard castle                              | XVIe siècle                                     | En ruines                  | Privé                                                                    | Stonehaven, 56° 56′ 45″ N, 2° 11′ 53″ O     | Classé en catégorie A.                                                                                                 |       |
| Château d'Eden            | Maison-tour plan en Z                         | 1577                                            | En ruines                  | Privé                                                                    | Banff, 57° 37′ 04″ N, 2° 30′ 29″ O          | Classé en catégorie B.                                                                                                 |       |
| Château d'Esslemont       | Maison-tour                                   |                                                 | En ruines                  | Privé                                                                    | Ellon, 57° 21′ 33″ N, 2° 06′ 50″ O          | Classé en catégorie B.                                                                                                 |       |
| Manoir de Fasque          | Maison baronniale                             | 1809                                            | Habité                     | Privé                                                                    | Fettercairn, 56° 52′ 15″ N, 2° 34′ 42″ O    | Classé en catégorie A.                                                                                                 |       |
| Château de Fetteresso     | Maison fortifiée                              | 1761                                            | Transformé en appartements | Privé                                                                    | Stonehaven, 56° 57′ 39″ N, 2° 15′ 44″ O     | Classé en catégorie B. Ancienne maison-tour du XIVe siècle                                                             |       |
| Château de Findlater      | Courtyard castle                              | XIVe siècle                                     | En ruines                  | Privé                                                                    | Sandend, 57° 41′ 31″ N, 2° 46′ 21″ O        | Classé en catégorie A.                                                                                                 |       |
| Château de Forbes         | Maison fortifiée                              | 1815                                            | Habité                     | Chef du Clan Forbes                                                      | Alford, 57° 15′ 41″ N, 2° 37′ 45″ O         | Classé en catégorie B.                                                                                                 |       |
| Château de Fraser         | Maison-tour plan en Z                         | 1636                                            | Conservé                   | National Trust for Scotland                                              | Inverurie, 57° 12′ 10″ N, 2° 27′ 39″ O      | Classé en catégorie A.                                                                                                 |       |
| Château de Fyvie          | Maison-tour                                   | XIIIe siècle avec des modifications ultérieures | Conservé                   | National Trust for Scotland                                              | Fyvie, 57° 26′ 38″ N, 2° 23′ 44″ O          | Classé en catégorie A.                                                                                                 |       |
| Château de Glenbuchat     | Maison-tour plan en Z                         | 1590                                            | En ruines                  | Historic Scotland                                                        | Kildrummy, 57° 13′ 13″ N, 2° 59′ 58″ O      | |       |
| Château de Huntly         | Maison-tour en L                              | XVe – XVIIe siècles                             | En ruines                  | Historic Scotland                                                        | Huntly, 57° 27′ 20″ N, 2° 46′ 51″ O         | Classé en catégorie A.                                                                                                 |       |
| Château d'Inverallochy    |                                               |                                                 | En ruines                  |                                                                          | Inverallochy, 57° 39′ 20″ N, 1° 56′ 02″ O   | Classé en catégorie B. Un des neuf châteaux de Knuckle.                                                                |       |
| Château d'Invercauld      | Maison baronniale                             | XVIIIe siècle                                   | Habitation                 | Privé                                                                    | Royal Deeside, 57° 00′ 57″ N, 3° 21′ 46″ O  | Classé en catégorie A.                                                                                                 |       |
| Château d'Inverugie       |                                               |                                                 | En ruines                  |                                                                          | Inverugie, 57° 31′ 27″ N, 1° 49′ 50″ O      | Classé en catégorie B.                                                                                                 |       |
| Château de Kildrummy      |                                               | XIIe siècle                                     | En ruines                  | Historic Scotland                                                        | Kildrummy, 57° 14′ 11″ N, 2° 54′ 37″ O      | Classé en catégorie A.                                                                                                 |       |
| Château de Kincardine     | Maison baronniale                             | XIXe siècle                                     | Habitation                 | Privé                                                                    | Royal Deeside, 56° 15′ 52″ N, 3° 43′ 53″ O  | Classé en catégorie B. Construit à proximité d'une ruine du XIVe siècle.                                               |       |
| Château de Kinnaird       | Maison-tour                                   | 1570                                            | Transformé en phare        | Northern Lighthouse Board                                                | Fraserburgh, 57° 41′ 52″ N, 2° 00′ 15″ O    | Classé en catégorie B. Abrite le musée des phares écossais et appartient aux neuf châteaux de Knuckle.                 |       |
| Château de Kinnairdy      | Maison-tour                                   | XIVe – XVIe siècles                             |                            | Privé                                                                    | Aberchirder, 57° 32′ 10″ N, 2° 39′ 14″ O    | Classé en catégorie A.                                                                                                 |       |
| Château de Kindrochit     | Donjon                                        | XIVe siècle                                     | En ruines                  |                                                                          | Braemar, 57° 00′ 20″ N, 3° 23′ 55″ O        | Fondé par Malcolm Canmore en 1059                                                                                      |       |
| Château de Knock          | Maison-tour                                   |                                                 | En ruines                  | Historic Scotland                                                        | Ballater, 57° 02′ 34″ N, 3° 04′ 07″ O       | Classé en catégorie B.                                                                                                 |       |
| Château de Knockhall      | Maison-tour                                   | XVIe siècle                                     | En ruines                  |                                                                          | Newburgh, 57° 19′ 44″ N, 2° 00′ 44″ O       | Classé en catégorie B.                                                                                                 |       |
| Château de Lauriston      | Courtyard castle avec ajouts postérieurs      | XIIIe siècle                                    | Habitation                 | Privé                                                                    | St Cyrus, 56° 47′ 27″ N, 2° 23′ 31″ O       | Classé en catégorie C.                                                                                                 |       |
| Château de Leslie         | Maison-tour                                   | XIVe siècle                                     | Habité                     | Privé                                                                    | Leslie, 57° 18′ 45″ N, 2° 39′ 59″ O         | Classé en catégorie B.                                                                                                 |       |
| Château de Lonmay         |                                               |                                                 | Disparu                    | N/A                                                                      | Crimond, 57° 38′ 15″ N, 1° 53′ 55″ O        | Un des neuf châteaux de Knuckle.                                                                                       |       |
| Château de Muchalls       | Maison-tour en L                              | XIIIe et XVIIe siècles                          |                            |                                                                          | Muchalls, 57° 01′ 04″ N, 2° 10′ 43″ O       | Classé en catégorie A.                                                                                                 |       |
| Château de Newe           | Maison-tour en Z                              | 1831                                            | Disparu                    | N/A                                                                      | Strathdon, 57° 11′ 49″ N, 3° 01′ 49″ O      | |       |
| Château de Park           |                                               |                                                 | Habitation                 | Privé                                                                    | Cornhill, 57° 36′ 09″ N, 2° 41′ 25″ O       | |       |
| Château de Pitsligo       |                                               | 1424                                            | En ruines                  |                                                                          | Rosehearty, 57° 41′ 36″ N, 2° 06′ 23″ O     | Classé en catégorie A. Également connu sous le nom de Palais de Pitsligo, appartient aux neuf châteaux de Knuckle.     |       |
| Château de Pitullie       |                                               | XVIe siècle                                     | En ruines                  |                                                                          | Rosehearty, 57° 41′ 36″ N, 2° 05′ 41″ O     | Un des neuf châteaux de Knuckle                                                                                        |       |
| Château de Rattray        | Motte                                         | XIIe siècle                                     | Disparu                    |                                                                          | Rattray, 57° 36′ 38″ N, 1° 51′ 13″ O        | Un des neuf châteaux de Knuckle                                                                                        |       |
| Château de Ravenscraig    |                                               | XVe siècle                                      | En ruines                  |                                                                          | Inverugie, 57° 31′ 44″ N, 1° 50′ 32″ O      | Classé en catégorie B.                                                                                                 |       |
| Nouveau château de Slains | Maison-tour, reconstruite en maison fortifiée | 1597, reconstruit en 1837                       | En ruines                  | Privé                                                                    | Cruden Bay, 57° 24′ 56″ N, 1° 49′ 58″ O     | |       |
| Ancien château de Slains  | Maison-tour                                   | XIIIe siècle                                    | En ruines                  |                                                                          | Collieston, 57° 21′ 39″ N, 1° 54′ 52″ O     | Classé en catégorie B. Détruit en 1594.                                                                                |       |
| Château de Terpersie      | Maison-tour en Z                              | 1561                                            | Restauré                   | Privé                                                                    | Alford, 57° 16′ 14″ N, 2° 45′ 13″ O         | Classé en catégorie A.                                                                                                 |       |
| Château de Tolquhon       | Courtyard castle                              | 1589                                            | En ruines                  | Historic Scotland                                                        | Pitmedden, 57° 20′ 53″ N, 2° 12′ 49″ O      | Classé en catégorie A.                                                                                                 |       |
| Château de Westhall       |                                               | XVIe siècle                                     | En ruines                  | Privé                                                                    | Insch, 57° 19′ 45″ N, 2° 32′ 38″ O          | Classé en catégorie C.                                                                                                 |       |